# Bastien Gallet
Bastien Gallet (Tolosa, 8 aprile 1980) è un canottiere francese.

## Biografia
La sua squadra di club è stata il Aviron Grenoblois di Grenoble.
Ha rappresentato la Francia ai Giochi olimpici estivi di Atene 2004 classificandosi 6º nell'otto, con Donatien Mortelette, Bastien Ripoll, Julien Peudecoeur, Jean-Baptiste Macquet, Anthony Perrot, Jean-David Bernard, Laurent Cadot e Christophe Lattaignant.